# Mato Grosso (Paraíba)
Mato Grosso é um município brasileiro do estado da Paraíba, localizado na Região Geográfica Imediata de Catolé do Rocha-São Bento. De acordo com o IBGE (Instituto Brasileiro de Geografia e Estatística), no ano 2010 sua população era estimada em 2.702 habitantes. Área territorial de 84 km².

## História
O município de Mato Grosso está localizado no alto sertão paraibano, a 413 km da capital, e teve sua origem pela existência de uma pequena casa construída há muito tempo, numa data desconhecida pelos atuais moradores, pelo Sr. Manuel João, o qual formou uma grande família que até hoje predomina nessas terras. Daí em diante foram construídas muitas outras casas e em 1977 foi passado à condição de distrito, e somente em 29 de abril de 1994 se deu a criação do município.
Mato Grosso recebeu esse nome devido a uma extensa mata fechada, constituída de árvores grandes, destacando a oiticica, que cobria o local onde foram construídas as primeiras casas, onde hoje é o centro da cidade.
Sendo o seu primeiro prefeito, eleito pelo povo, o Sr. Ivalceney Oliveira de Freitas.

## Geografia
O município está incluído na área geográfica de abrangência do semiárido brasileiro, definida pelo Ministério da Integração Nacional em 2005.  Esta delimitação tem como critérios o índice pluviométrico, o índice de aridez e o risco de seca.